# Ел Джерро

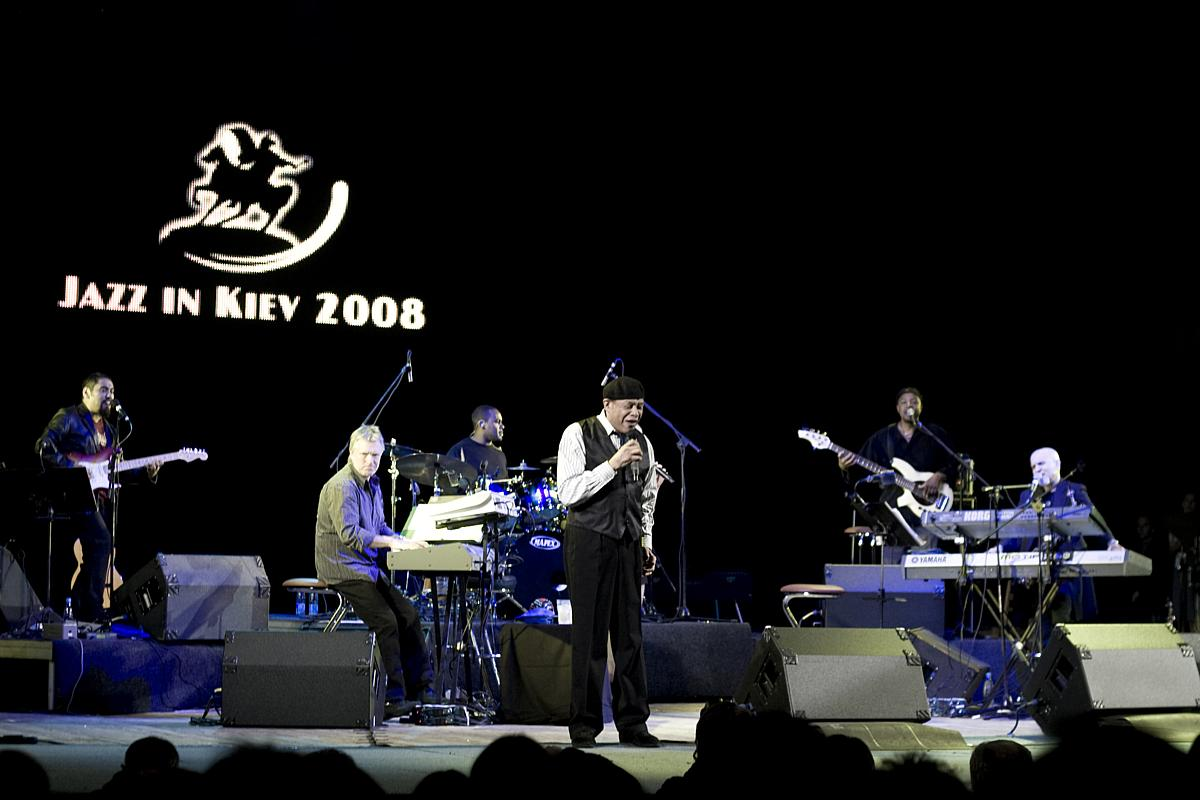
Виступ на Jazz in Kiev, 2008

Ел Джерро (англ. Al Jarreau; 12 березня 1940, Мілвокі — 12 лютого 2017, Лос-Анджелес) — американський джазовий співак, семиразовий володар музичної премії «Греммі».
Відомий своїми піснями у стилі джаз, ритм-енд-блюз, а також написанням композицій у кіноіндустрії.